# Sarsia angulata
Sarsia angulata är en nässeldjursart som först beskrevs av Mayer 1900.  Sarsia angulata ingår i släktet Sarsia och familjen Corynidae. Inga underarter finns listade i Catalogue of Life.